# (16115) 1999 XH25
A (16115) 1999 XH25 egy kisbolygó a Naprendszerben. A LINEAR projekt keretében fedezték fel 1999. december 6-án.